# 普西莎与爱神

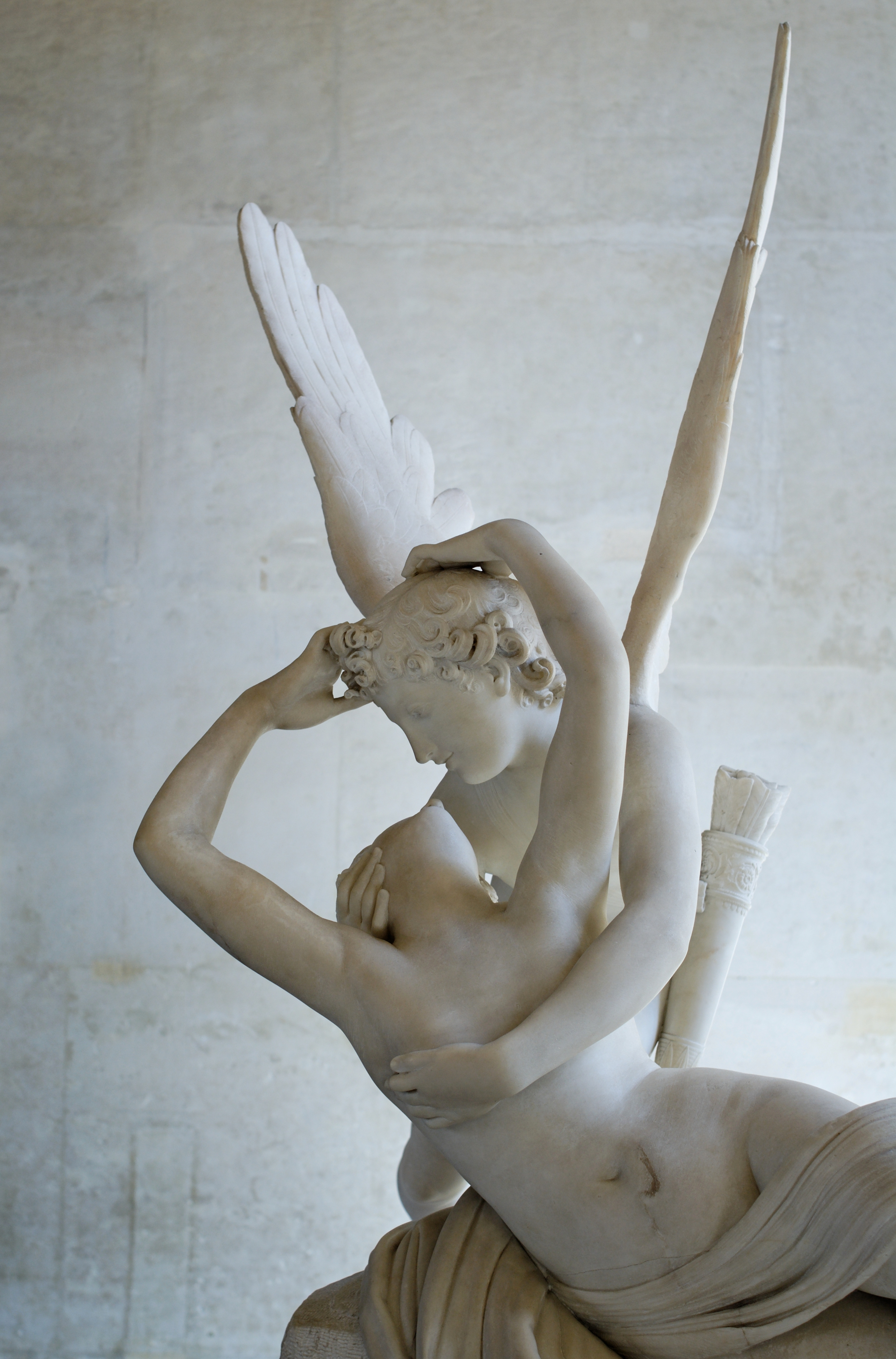
普西莎与爱神

普西莎与爱神（Psyche Revived by Cupid's Kiss；法語：：俄语：）是安东尼奥·卡诺瓦于1787年受命为上校约翰·坎贝尔创作的雕塑。它刻画出神话中爱人情动的瞬间，被视为新古典主义的杰出作品，同时也带有新兴浪漫主义运动的特点。爱神丘比特以一吻唤醒了已逝去的普西莎，这一雕塑正展现出爱神的爱与温柔。丘比特与普西莎的故事出自阿普列尤斯的《金驴记》，已成为许多艺术创作的素材。
若阿尚·缪拉于1800年获得了图中的原始版本（英语：Prime version）雕塑。在他去世之后，这件雕塑于1824年被巴黎卢浮宫收藏。 第二个版本由俄罗斯贵族尤苏波夫王子（英语：Prince Yusupov）1796年在罗马自卡诺瓦手中获得，随后被圣彼得堡埃尔米塔日博物馆收藏。

## 描述
刚刚苏醒的普西莎伸手向她的爱人丘比特，而他正温柔地托着她的头和胸部。安东尼奥·卡诺瓦出色的大理石雕刻技艺将二人的光洁肌肤刻画得如此真实，与周围的其它组成部分形成了鲜明的对比。松弛的布料包裹着普西莎的下半身，细腻的肌肤纹理与衣裙截然不同。粗糙的石头基座则加重体现出这种不同元素之间的区别。丘比特头发的线条和卷曲极为优美流畅，羽毛的细节更是令双翼栩栩如生。
在阿普列尤斯笔下，维纳斯派普西莎去收集普罗塞耳皮娜的美，并警告普西莎不得打开盛装美丽的罐子：“不过我要给你一个特殊的警告，不要打开或者偷窥你手中的罐子，对于这神圣之美的宝藏，你须抑制自己的好奇心。”可是自冥府返回的途中，普西莎还是在好奇心的驱使下偷看了罐子内部，以便自己能够拿走一点神圣之美。然而普罗塞耳皮娜放于罐中的却并不是美丽，而是“沉睡于最为深沉的黑暗——冥河之夜。在普西莎打开罐子的刹那，睡眠冲破束缚，渗透了她的整个身体，她立刻倒在地上，陷入无意识的昏迷之中。”当丘比特找到普西莎的时候，她已经如死去般沉睡着。卡诺瓦所刻画的正是这一时刻。“他小心翼翼地将睡眠从她的体内驱走，重新禁锢在原本的罐中，然后用他的箭将她唤醒。”许多细节都在雕塑中有所体现，例如那只在普西莎陷入昏睡时滚落在她身旁的罐子；丘比特唤醒普西莎时所使用的箭也在罐子旁边，而他的箭筒挂在腰间。